# Премія «Сатурн» за найкращий сценарій
Премія «Сатурн» за найкращий сценарій — категорія премії Сатурн, яку вручає Академія наукової фантастики, фентезі та фільмів жахів .

## Переможці та номінанти

### Позначки
«†» позначає фільм, який отримав премію «Оскар» в цій же категорії.
«‡» позначає фільм, який номінований на премію «Оскар» у цій же категорії.

### 1970-ті
| Рік           | Сценарист                     | Фільм                               |
| ------------- | ----------------------------- | ----------------------------------- |
| 1973 (2-а)    | Вільям Пітер Блетті           | Екзорцист †                         |
| 1974/75 (3-а) | Гарлан Еллісон (за кар'єру)   | Гарлан Еллісон (за кар'єру)         |
| 1974/75 (3-а) | Іб Мелхіор (за кар'єру)       |                                     |
| 1976 (4-а)    | Джиммі Сангстер (за кар'єру)  | Джиммі Сангстер (за кар'єру)        |
| 1977 (5-а)    | Джордж Лукас                  | Зоряні війни ‡                      |
| 1977 (5-а)    | Ларрі Гельбарт                | О, Боже!                            |
| 1977 (5-а)    | Лерд Кеніг                    | Дівчинка, яка живе вниз по провулку |
| 1977 (5-а)    | Стівен Спілберг               | Близькі контакти третього степуня   |
| 1977 (5-а)    | Майкл Віннер та Джефрі Конвіц | Вартовий                            |
| 1978 (6-а)    | Елейн Мей та Воррен Бітті     | Небеса можуть чекати ‡              |
| 1978 (6-а)    | Гейвуд Гулд                   | Хлопці з Бразилії                   |
| 1978 (6-а)    | Кліф Грін                     | Пікнік біля Навислої скелі          |
| 1978 (6-а)    | Розмарі Рітво та Альфред Соле | Еліс, мила Еліс                     |
| 1978 (6-а)    | Ентоні Шаффер                 | Плетена людина                      |
| 1979 (7-а)    | Ніколас Мейєр                 | Подорож у машині часу               |
| 1979 (7-а)    | Джеррі Джул та Джек Бернс     | Маппети                             |
| 1979 (7-а)    | Роберт Кауфман                | Любов з першого укусу               |
| 1979 (7-а)    | Ден О'Беннон                  | Чужий                               |
| 1979 (7-а)    | Джеб Роузбрук та Джеррі Дей   | Чорна діра                          |

### 1980-ті
| Рік            | Сценарист                                                | Фільм                                          |
| -------------- | -------------------------------------------------------- | ---------------------------------------------- |
| 1980 (8-а)     | Вільям Пітер Блетті                                      | Дев'ята конфігурація                           |
| 1980 (8-а)     | Сідні Аарон                                              | Інші іпостасі                                  |
| 1980 (8-а)     | Лі Брекетт (посмертно) та Лоуренс Кездан                 | Зоряні війни: Імперія завдає удару у відповідь |
| 1980 (8-а)     | Льюїс Джон Карліно                                       | Воскресіння                                    |
| 1980 (8-а)     | Джон Сейлз                                               | Алігатор                                       |
| 1981 (9-а)     | Лоуренс Кездан                                           | Індіана Джонс: У пошуках втраченого ковчега    |
| 1981 (9-а)     | Девід Ейр та Майкл Водлі                                 | Вовки                                          |
| 1981 (9-а)     | Пітер Гаямс                                              | Чужина                                         |
| 1981 (9-а)     | Джон Лендіс                                              | Американський перевертень у Лондоні            |
| 1981 (9-а)     | Майкл Пелін та Террі Гілліам                             | Бандити в часі                                 |
| 1982 (10-а)    | Мелісса Метісон                                          | Іншопланетянин ‡                               |
| 1982 (10-а)    | Джей Прессон Аллен                                       | Смертельна пастка                              |
| 1982 (10-а)    | Террі Геєс, Джордж Міллер та Браян Ганнант               | Шалений Макс 2                                 |
| 1982 (10-а)    | Том Карновські, Джон Стакмеєр та Альберт П'юн            | Меч і чаклун                                   |
| 1982 (10-а)    | Джек Совардз                                             | Зоряний шлях 2: Гнів Хана                      |
| 1983 (11-а)    | Рей Бредбері                                             | Щось страшне насувається                       |
| 1983 (11-а)    | Джеффрі Боум                                             | Мертва зона                                    |
| 1983 (11-а)    | Білл Кондон та Майкл Лофлін                              | Дивні загарбники                               |
| 1983 (11-а)    | Лоуренс Кездан та Джордж Лукас                           | Зоряні війни: Повернення джедая                |
| 1983 (11-а)    | Лоуренс Ласкер, Волтер Ф. Паркс                          | Воєнні ігри ‡                                  |
| 1984 (12-а)    | Джеймс Кемерон та Гейл Енн Герд                          | Термінатор                                     |
| 1984 (12-а)    | Кріс Коламбус                                            | Гремліни                                       |
| 1984 (12-а)    | Алекс Кокс                                               | Конфіскатор                                    |
| 1984 (12-а)    | Віллард Гайк та Глорія Кац                               | Індіана Джонс і Храм Долі                      |
| 1984 (12-а)    | Ерл Мек Роуч                                             | Пригоди Бакару Банзая у 8-му вимірі            |
| 1985 (13-а)    | Том Голланд                                              | Ніч страху                                     |
| 1985 (13-а)    | Вуді Аллен                                               | Пурпурова троянда Каїру ‡                      |
| 1985 (13-а)    | Том Бенедек                                              | Кокон                                          |
| 1985 (13-а)    | Кріс Коламбус                                            | Молодий Шерлок Холмс                           |
| 1985 (13-а)    | Террі Геєс та Джордж Міллер                              | Шалений Макс 3                                 |
| 1986 (14-а)    | Джеймс Кемерон                                           | Чужі                                           |
| 1986 (14-а)    | Говард Ешман                                             | Маленька крамничка жахів                       |
| 1986 (14-а)    | Нік Касл                                                 | Хлопчик, який вмів літати                      |
| 1986 (14-а)    | Пол Гоґан, Кен Шеді та Джон Корнелл                      | Крокодил Данді ‡                               |
| 1986 (14-а)    | Стів Мірсон, Пітер Крайкс, Гарві Беннетт та Ніколас Меєр | Зоряний шлях 4: Подорож додому                 |
| 1987 (15-а)    | Едвард Ноймаєр, Майкл Майнер                             | Робокоп                                        |
| 1987 (15-а)    | Майкл Крістофер                                          | Іствікські відьми                              |
| 1987 (15-а)    | Джеймс Дірден                                            | Фатальний потяг ‡                              |
| 1987 (15-а)    | Вільям Голдмен                                           | Принцеса-наречена                              |
| 1987 (15-а)    | Боб Гант                                                 | Прихований ворог                               |
| 1987 (15-а)    | Алан Паркер                                              | Янгольське серце                               |
| 1988 (16-а)    | Гері Росс та Енн Спілберг                                | Великий ‡                                      |
| 1988 (16-а)    | Девід Кроненберг та Норман Снайдер                       | Зв′язані до смерті                             |
| 1988 (16-а)    | Дон Манчіні, Джон Лафія та Том Голланд                   | Дитяча гра                                     |
| 1988 (16-а)    | Майкл Макдавелл та Воррен Скаарен                        | Жучий сік                                      |
| 1988 (16-а)    | Алан МакЕлрой                                            | Хелловін 4: Повернення Майкла Маєрса           |
| 1988 (16-а)    | Джефрі Прайс та Пітер Сімен                              | Хто підставив кролика Роджера                  |
| 1989/90 (17-а) | Вільям Пітер Блетті                                      | Той, що виганяє диявола 3                      |
| 1989/90 (17-а) | Джеррі Белсон                                            | Завжди                                         |
| 1989/90 (17-а) | Джеффрі Боум                                             | Індіана Джонс і останній хрестовий похід       |
| 1989/90 (17-а) | Джеймс Кемерон                                           | Безодня                                        |
| 1989/90 (17-а) | Дон Джекобі та Уеслі Стрік                               | Арахнофобія                                    |
| 1989/90 (17-а) | Філ Олден Робінсон                                       | Поле його мрії ‡                               |
| 1989/90 (17-а) | Брюс Джоел Рубін                                         | Привид †                                       |
| 1989/90 (17-а) | Рональд Шусетт, Dan O'Bannon та Гері Голдмен             | Згадати все                                    |

### 1990-ті
| Рік         | Сценарист                                               | Фільм                             |
| ----------- | ------------------------------------------------------- | --------------------------------- |
| 1991 (18-а) | Тед Таллі                                               | Мовчання ягнят †                  |
| 1991 (18-а) | Альберт Брукс                                           | Захищаючи твоє життя              |
| 1991 (18-а) | Джеймс Кемерон та Вільям Вішер                          | Термінатор 2: Судний день         |
| 1991 (18-а) | Чарльз Гейл                                             | Винен, як наказано                |
| 1991 (18-а) | Вільям Голдмен                                          | Мізері                            |
| 1991 (18-а) | Річард Лагравенезе                                      | Король-рибалка ‡                  |
| 1992 (19-а) | Джеймс Гарт                                             | Дракула                           |
| 1992 (19-а) | Мартін Донован та Девід Кепп                            | Смерть їй личить                  |
| 1992 (19-а) | Джо Естергазі                                           | Основний інстинкт                 |
| 1992 (19-а) | Девід Ґайлер, Волтер Гілл та Ларрі Фергюсон             | Чужий 3                           |
| 1992 (19-а) | Девід Лінч та Роберт Енджелс                            | Твін Пікс: Вогню, іди зі мною     |
| 1992 (19-а) | Ніколас Меєр та Денні Мартін Флінн                      | Зоряний шлях 6: Невідкрита країна |
| 1992 (19-а) | Бернард Роуз                                            | Кендімен                          |
| 1993 (20-а) | Майкл Крайтон та Девід Кепп                             | Парк Юрського періоду             |
| 1993 (20-а) | Шейн Блек і Девід Арнотт                                | Останній кіногерой                |
| 1993 (20-а) | Брент Меддок, С. С. Вілсон, Грегорі Гансен, Ерік Гансен | Серце і душі                      |
| 1993 (20-а) | Тім Меткалф                                             | Каліфорнія                        |
| 1993 (20-а) | Денні Рубін і Гарольд Реміс                             | День бабака                       |
| 1993 (20-а) | Квентін Тарантіно                                       | Справжнє кохання                  |
| 1993 (20-а) | Трейсі Торм                                             | Вогонь у небі                     |
| 1994 (21st) | Джим Гаррісон і Веслі Стрік                             | Вовк                              |
| 1994 (21st) | Скотт Александер і Ларрі Карашевські                    | Ед Вуд                            |
| 1994 (21st) | Френк Дарабонт                                          | Втеча з Шоушенка ‡                |
| 1994 (21st) | Стеф Леді і Френк Дарабонт                              | Франкенштейн Мері Шеллі           |
| 1994 (21st) | Ерік Рот                                                | Форрест Ґамп †                    |
| 1994 (21st) | Марк Вергайден                                          | Патруль часу                      |
| 1995 (22nd) | Ендрю Кевін Вокер                                       | Сім                               |
| 1995 (22nd) | Джеймс Кемерон і Джей Кокс                              | Дивні дні                         |
| 1995 (22nd) | Джордж Міллер і Кріс Нунен                              | Бейб ‡                            |
| 1995 (22nd) | Девід Вебб Піплз і Джанет Піплз                         | 12 мавп                           |
| 1995 (22nd) | Квентін Тарантіно                                       | Від заходу до світанку            |
| 1995 (22nd) | Джосс Відон, Ендрю Стентон, Джоел Коен та Алек Соколов  | Історія іграшок ‡                 |
| 1996 (23rd) | Кевін Вільямсон                                         | Крик                              |
| 1996 (23rd) | Дін Девлін та Роланд Еммеріх                            | День незалежності                 |
| 1996 (23rd) | Джонатан Гемс                                           | Марс атакує!                      |
| 1996 (23rd) | Сестри Вачовскі                                         | Зв'язок                           |
| 1996 (23rd) | Френ Волш та Пітер Джексон                              | Страшили                          |
| 1996 (23rd) | Бреннон Брага і Рональд Мур                             | Зоряний шлях: Перший контакт      |
| 1997 (24-а) | Майк Верб і Майкл Коллеарі                              | Без обличчя                       |
| 1997 (24-а) | Джеймс Гарт і Майкл Голденберг                          | Контакт                           |
| 1997 (24-а) | Джонатан Лемкін і Тоні Гілрой                           | Адвокат Диявола                   |
| 1997 (24-а) | Едвард Ноймайєр                                         | Зоряний десант                    |
| 1997 (24-а) | Меттью Роббінс та Гільєрмо дель Торо                    | Мутанти                           |
| 1997 (24-а) | Ед Соломон                                              | Люди в чорному                    |
| 1998 (25-а) | Ендрю Нікол                                             | Шоу Трумена ‡                     |
| 1998 (25-а) | Брендон Бойс                                            | Здібний учень                     |
| 1998 (25-а) | Дон Манчіні                                             | Наречена Чакі                     |
| 1998 (25-а) | Алекс Прояс, Лем Доббс та Девід С. Ґоєр                 | Темне місто                       |
| 1998 (25-а) | Гері Росс                                               | Плезантвіль                       |
| 1998 (25-а) | Джозеф Стефано                                          | Психо                             |
| 1999 (26-а) | Чарлі Кауфман                                           | Бути Джоном Малковичем ‡          |
| 1999 (26-а) | Ерен Крюгер                                             | Дорога на Арлінгтон               |
| 1999 (26-а) | М. Найт Ш'ямалан                                        | Шосте відчуття ‡                  |
| 1999 (26-а) | Стівен Соммерс                                          | Мумія                             |
| 1999 (26-а) | Сестри Вачовскі                                         | Матриця                           |
| 1999 (26-а) | Ендрю Кевін Вокер                                       | Сонна лощина                      |

### 2000-ті
| Рік         | Сценарист                                                   | Фільм                                  |
| ----------- | ----------------------------------------------------------- | -------------------------------------- |
| 2000 (27-а) | Девід Гейтер                                                | Люди Ікс                               |
| 2000 (27-а) | Тобі Еммеріх                                                | Радіохвиля                             |
| 2000 (27-а) | Девід Францоні, Джон Логан, Вільям Ніколсон                 | Гладіатор ‡                            |
| 2000 (27-а) | Кері Кіркпатрік                                             | Втеча з курника                        |
| 2000 (27-а) | Біллі Боб Торнтон і Том Епперсон                            | Дар                                    |
| 2000 (27-а) | Хул-Лінг Венг, Джеймс Шамус, Куо Юнг Цай                    | Тигр підкрадається, дракон ховається ‡ |
| 2001 (28-а) | Стівен Спілберг                                             | Штучний розум                          |
| 2001 (28-а) | Алехандро Аменабар                                          | Інші                                   |
| 2001 (28-а) | Стефані Кейбел та Крістоф Ганс                              | Братство вовка                         |
| 2001 (28-а) | Тед Елліот, Террі Россіо, Джо Стіллман, Роджер Шульман      | Шрек ‡                                 |
| 2001 (28-а) | Ендрю Стентон та Деніел Герсон                              | Корпорація монстрів                    |
| 2001 (28-а) | Френ Волш, Філіпа Боєнс таПітер Джексон                     | Володар перснів: Хранителі Персня ‡    |
| 2002 (29-а) | Скотт Френк і Джон Коен                                     | Особлива думка                         |
| 2002 (29-а) | Брент Генлі                                                 | Порок                                  |
| 2002 (29-а) | Міядзакі Хаяо, Сінді Девіс Г'юїтт, Дональд Г'юїтт           | Віднесені привидами                    |
| 2002 (29-а) | Марк Романек                                                | Фото за годину                         |
| 2002 (29-а) | Гілларі Сайц                                                | Безсоння                               |
| 2002 (29-а) | Френ Волш, Філіпа Боєнс, Стівен Сінклер та Пітер Джексон    | Володар перснів: Дві вежі              |
| 2003 (30-а) | Френ Волш, Філіпа Боєнс та Пітер Джексон                    | Володар перснів: Повернення короля †   |
| 2003 (30-а) | Ден Гарріс і Майкл Догерті                                  | Люди Ікс 2                             |
| 2003 (30-а) | Алекс Ґарленд                                               | 28 днів потому                         |
| 2003 (30-а) | Гізер Геч і Леслі Діксон                                    | Шалена п'ятниця                        |
| 2003 (30-а) | Ендрю Стентон, Боб Пітерсон і Девід Рейнольдс               | У пошуках Немо ‡                       |
| 2003 (30-а) | Квентін Тарантіно                                           | Убити Білла. Фільм 1                   |
| 2004 (31st) | Елвін Сарджент                                              | Людина-павук 2                         |
| 2004 (31st) | Стюарт Бітті                                                | Співучасник                            |
| 2004 (31st) | Чарлі Кауфман                                               | Вічне сяйво чистого розуму †           |
| 2004 (31st) | Стів Кловз                                                  | Гаррі Поттер і в'язень Азкабану        |
| 2004 (31st) | Бред Берд                                                   | Суперсімейка ‡                         |
| 2004 (31st) | Квентін Тарантіно                                           | Убити Білла. Фільм 2                   |
| 2005 (32nd) | Крістофер Нолан та Девід С. Ґоєр                            | Бетмен: Початок                        |
| 2005 (32nd) | Стів Кловз                                                  | Гаррі Поттер і келих вогню             |
| 2005 (32nd) | Девід Кепп                                                  | Війна світів                           |
| 2005 (32nd) | Джордж Лукас                                                | Зоряні війни: Помста ситхів            |
| 2005 (32nd) | Енн Пікок, Ендрю Адамсон, Крістофер Маркус і Стівен Макфілі | Хроніки Нарнії: Лев, чаклунка та шафа  |
| 2005 (32nd) | Френ Волш, Філіппа Боєнс та Пітер Джексон                   | Кінг-Конг                              |
| 2006 (33rd) | Майкл Догерті і Ден Гарріс                                  | Повернення Супермена                   |
| 2006 (33rd) | Ендрю Біркін, Бернд Айхінгер та Том Тиквер                  | Парфумер: Історія одного вбивці        |
| 2006 (33rd) | Гільєрмо дель Торо                                          | Лабіринт Фавна ‡                       |
| 2006 (33rd) | Зак Гелм                                                    | Персонаж                               |
| 2006 (33rd) | Ніл Первіс, Роберт Вейд, Пол Хаггіс                         | Казино Рояль                           |
| 2006 (33rd) | Сестри Вачовскі                                             | V означає Вендетта                     |
| 2007 (34-а) | Бред Берд                                                   | Рататуй (мультфільм) ‡                 |
| 2007 (34-а) | Джоел та Ітан Коен                                          | Старим тут не місце †                  |
| 2007 (34-а) | Ніл Ґейман та Роджер Евері                                  | Беовульф                               |
| 2007 (34-а) | Майкл Голденберг                                            | Гаррі Поттер та Орден Фенікса          |
| 2007 (34-а) | Джон Логан                                                  | Свіні Тодд                             |
| 2007 (34-а) | Зак Снайдер, Курт Джонстад, Майкл Гордон                    | 300 спартанців                         |
| 2008 (35-а) | Джонатан Нолан, Крістофер Нолан                             | Темний лицар                           |
| 2008 (35-а) | Марк Фергус, Гоук Остбі, Арт Маркум, Метт Голловей          | Залізна людина                         |
| 2008 (35-а) | Девід Кепп, Джон Кемпс                                      | Місто привидів                         |
| 2008 (35-а) | Юн Айвіде Ліндквіст                                         | Впусти мене                            |
| 2008 (35-а) | Ерік Рот                                                    | Загадкова історія Бенджаміна Баттона ‡ |
| 2008 (35-а) | Джозеф Майкл Стражинськи                                    | Підміна                                |
| 2009 (36-а) | Джеймс Кемерон                                              | Аватар                                 |
| 2009 (36-а) | Нілл Блумкамп і Тері Татчелл                                | Дев'ятий округ ‡                       |
| 2009 (36-а) | Алекс Тсе, Девід Гейтер                                     | Хранителі                              |
| 2009 (36-а) | Спайк Джонз, Дейв Еґґерс                                    | Там, де живуть Чудовиська              |
| 2009 (36-а) | Алекс Куртцман , Роберто Орсі                               | Зоряний шлях                           |
| 2009 (36-а) | Квентін Тарантіно                                           | Безславні виродки ‡                    |

### 2010-і
| Рік         | Сценарист                                                     | Фільм                          |
| ----------- | ------------------------------------------------------------- | ------------------------------ |
| 2010 (37-а) | Крістофер Нолан                                               | Початок ‡                      |
| 2010 (37-а) | Майкл Арндт                                                   | Історія іграшок 3 ‡            |
| 2010 (37-а) | Алекс Ґарленд                                                 | Ніколи не відпускай мене       |
| 2010 (37-а) | Андрес Гайнц, Джон МакЛафлін, Марк Гейман                     | Чорний лебідь                  |
| 2010 (37-а) | Пітер Морган                                                  | Потойбічне                     |
| 2010 (37-а) | Метт Рівз                                                     | Впусти мене. Сага              |
| 2011 (38-а) | Джефф Ніколс                                                  | Укриття                        |
| 2011 (38-а) | Джефрі Джейкоб Абрамс                                         | Супер 8                        |
| 2011 (38-а) | Вуді Аллен                                                    | Опівночі в Парижі †            |
| 2011 (38-а) | Майк Кегілл, Бріт Марлінг                                     | Інша Земля                     |
| 2011 (38-а) | Рік Джаффа і Аманда Сільвер                                   | Повстання планети мавп         |
| 2011 (38-а) | Джон Логан                                                    | Хранитель часу ‡               |
| 2012 (39-а) | Квентін Тарантіно                                             | Джанґо вільний †               |
| 2012 (39-а) | Трейсі Леттс                                                  | Кілер Джо                      |
| 2012 (39-а) | Девід Мегі                                                    | Життя Пі ‡                     |
| 2012 (39-а) | Мартін Макдона                                                | Сім психопатів                 |
| 2012 (39-а) | Джосс Відон                                                   | Месники                        |
| 2012 (39-а) | Джосс Відон і Дрю Годдард                                     | Хижа у лісі                    |
| 2013 (40-а) | Спайк Джонз                                                   | Вона †                         |
| 2013 (40-а) | Джоел і Ітан Коен                                             | Всередині Люїна Дейвіса        |
| 2013 (40-а) | Альфонсо Куарон і Хонас Куарон                                | Гравітація                     |
| 2013 (40-а) | Дженніфер Лі                                                  | Крижане серце                  |
| 2013 (40-а) | Саймон Пегг та Едгар Райт                                     | Кінець світу                   |
| 2013 (40-а) | Френ Волш, Філіппа Боєнс, Пітер Джексон та Гільєрмо дель Торо | Хоббіт: Пустка Смога           |
| 2014 (41st) | Джонатан Нолан та Крістофер Нолан                             | Інтерстеллар                   |
| 2014 (41st) | Вес Андерсон                                                  | Готель «Ґранд Будапешт» ‡      |
| 2014 (41st) | Демієн Шазелл                                                 | Одержимість ‡                  |
| 2014 (41st) | Джеймс Френсіс Ґанн та Ніколь Перлман                         | Вартові галактики              |
| 2014 (41st) | Крістофер Маркус і Стівен Макфілі                             | Перший месник: Друга війна     |
| 2014 (41st) | Крістофер МакКуоррі, Джез Баттерворт, Джон-Генрі Баттерворт   | На межі майбутнього            |
| 2014 (41st) | Френ Волш, Філіппа Боєнс, Пітер Джексон та Гільєрмо дель Торо | Хоббіт: Битва п'яти воїнств    |
| 2015 (42nd) | Лоуренс Кездан, Джефрі Джейкоб Абрамс та Майкл Арндт          | Зоряні війни: Пробудження Сили |
| 2015 (42nd) | Гільєрмо дель Торо та Меттью Роббінс                          | Багряний пік                   |
| 2015 (42nd) | Алекс Ґарленд                                                 | Ex Machina ‡                   |
| 2015 (42nd) | Дрю Годдард                                                   | Марсіянин ‡                    |
| 2015 (42nd) | Джейн Голдман та Метью Вон                                    | Kingsman: Таємна служба        |
| 2015 (42nd) | Рік Джаффа, Аманда Сільвер, Колін Треворроу, Дерек Конноллі   | Світ Юрського періоду          |
| 2015 (42nd) | Джордж Міллер, Брендан Маккарті, Нік Латуріс                  | Шалений Макс: Дорога гніву     |
| 2016 (43rd) | Ерік Гейссерер                                                | Прибуття ‡                     |
| 2016 (43rd) | Мелісса Метісон (посмертно)                                   | Великий дружній велетень       |
| 2016 (43rd) | Ретт Різ, Пол Верник                                          | Дедпул                         |
| 2016 (43rd) | Джон Спейтс, Скотт Дерріксон, Сі Роберт Каргілл               | Доктор Стрендж                 |
| 2016 (43rd) | Тейлор Шерідан                                                | Будь-якою ціною ‡              |
| 2016 (43rd) | Кріс Вайц, Тоні Гілрой                                        | Rogue One: A Star Wars Story   |
| 2017 (44-а) | Раян Джонсон                                                  | Зоряні війни: Останні джедаї   |
| 2017 (44-а) | Раян Куглер, Джо Роберт Коул                                  | Чорна Пантера                  |
| 2017 (44-а) | Гільєрмо дель Торо та Ванесса Тейлор                          | Форма води ‡                   |
| 2017 (44-а) | Гемптон Фанчер, Майкл Грін                                    | Той, хто біжить по лезу 2049   |
| 2017 (44-а) | Скотт Френк, Джеймс Менголд та Майкл Грін                     | Лоґан: Росомаха ‡              |
| 2017 (44-а) | Аллан Гейнберг                                                | Диво-жінка                     |
| 2017 (44-а) | Джордан Піл                                                   | Пастка †                       |
| 2018 (45-а) | Браян Вудс, Скотт Бек та Джон Кразінські                      | Тихе місце                     |
| 2018 (45-а) | Крістофер Маркус і Стівен Макфілі                             | Месники: Завершення            |
| 2018 (45-а) | Дрю Годдард                                                   | Погані часи у «Ель Роялі»      |
| 2018 (45-а) | О Джун-Мі та Лі Чхан Дон                                      | Спалення                       |
| 2018 (45-а) | Крістофер МакКуоррі                                           | Місія нездійсненна: Фолаут     |
| 2018 (45-а) | Джордан Піл                                                   | Ми                             |
| 2018 (45-а) | С. Крейг Залер                                                | Загорнути в асфальт            |